# Вперед, мандрівник
«Вперед, мандрівник» (англ. Now, Voyager) — американський кінофільм 1942 року, знятий режисером Ірвінгом Реппером за однойменним романом (1941) американської письменниці Олів Хіггінс Пруті. У головних ролях — Бетті Девіс і Пол Генрейд. Назва фільму є прямою цитатою з вірша «Невимовлене бажання» (The Untold Want) Волта Вітмена.

## Сюжет
Шарлотта Вейл — самотня стара діва з аристократичної родини з Бостона, усе життя жила на межі нервового зриву, в оточенні самих лиш заборон, нав'язаних надто суворою матір'ю. Її невістка Ліза знайомить її з лікарем-психіатром доктором Жакуїтом. Він виводить Шарлотту з-під гніту матері, помістивши її спочатку під свій нагляд в санаторій, а потім за допомогою Лізи відряджає її у тривалий круїз Латинською Америкою.
Подорожуючи під чужим ім'ям, Шарлотта, хоча й значно змінилася з вигляду, цурається товариства й майже не виходить з каюти. Та на одній зі стоянок вона ділить автомобіль з Джеррі Дюррансом, якому вдається розворушити дівчину. Вони все більше часу проводять разом. Однак Джеррі одружений, його дружина маніпулює ним у своїх цілях, у шлюбі його тримає лише молодша дочка — тиха дівчинка, яку матір утримує під суворим контролем. У Ріо-де-Жанейро автомобіль, на якому їхали Шарлотта з Джеррі, потрапляє в аварію. Вони змушені лишитися на ніч на горі Цукрова голова, через що запізнюються на пароплав. Джеррі зізнається Шарлотті в коханні й просить її не поспішати з від'їздом — якщо вона полетить літаком через п'ять днів, то наздожене свій пароплав у Буенос-Айресі. Закохані проводять разом ці дні, після чого розлучаються.
Коли Шарлотта повертається в дім деспотичної матері, спогади про Джеррі допомагають їй жити новим вільним життям. Шарлотта стає все більш популярною серед місцевого товариства, де раніше не бувала, в неї з'являються шанувальники, але вона не може забути Джеррі. У санаторії доктора Жакуїта вона знайомиться з Тіною, дочкою Джеррі, й починає їй допомагати. У цьому вона бачить своє призначення і знову стає ближчою до Джеррі. Доктор Жакуїт пояснює Шарлотті, що її стосунки з батьком Тіни можуть погано відбитися на дівчинці. Шарлотта і Джеррі розуміють, що попри їхню любов одне до одного, їм поки що не можна бути разом.

## У ролях

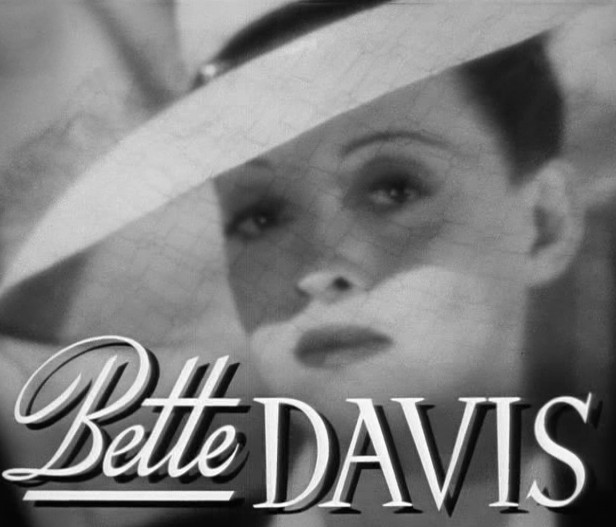
Бетті Девіс в образі Шарлотти Вейл (кадр з трейлеру)

- Бетті Девіс — Шарлотта Вейл
- Пол Генрейд — Джеррі Дюрранс
- Клод Рейнс — доктор Жакуїт
- Гледіс Купер — місіс Віндл Вейл
- Боніта Ґренвілл — Джун Вейл
- Ілка Чейз — Ліза Вейл
- Джон Лодер — Елліот Лівінгстон
- Лі Патрік — Деб Макінтайр
- Джеймс Ренні — Френк Макінтайр
- Френклін Пенгборн — доктор Томпсон
- Кетрін Александер — міс Траск
- Мері Вікс — Дора Пікфорд
- Дженіс Вілсон — Тіна Дюрранс

## Нагороди та номінації
Оскар (1943)
- Найкраща музика до фільму (Макс Стайнер).
- Номінація на найкращу акторку (Бетті Девіс).
- Номінація на найкращу акторку другого плану (Гледіс Купер)[3].